# في انتظار سوبر مان
في انتظار سوبر مان (بالإنجليزية: "Waiting for "Superman)‏ فيلم وثائقي ينتقد فشل نظام التعليم العام في أمريكا.

## روابط خارجية
- في انتظار سوبر مان على موقع IMDb (الإنجليزية)
- في انتظار سوبر مان على موقع ميتاكريتيك (الإنجليزية)
- في انتظار سوبر مان على موقع روتن توميتوز (الإنجليزية)
- في انتظار سوبر مان على موقع نتفليكس (الإنجليزية)
- في انتظار سوبر مان على موقع ألو سيني (الفرنسية)
- في انتظار سوبر مان على موقع أول موفي (الإنجليزية)
- في انتظار سوبر مان على موقع بوكس أوفيس موجو (الإنجليزية)
- في انتظار سوبر مان على موقع فيلمافينيتي (الإسبانية)
- في انتظار سوبر مان على موقع قاعدة بيانات الفيلم (الإنجليزية)
- في انتظار سوبر مان على موقع ليتربوكسد (الإنجليزية)